# Arquibaldo de Comborn
Arquibaldo de Comborn ou Arquibaldo I de Comborn (c. 935 - 995) foi um nobre da França medieval, tendo sido detentor do título de visconde de Comborn entre 951 e o ano 1000 e o fundador da Casa de Comborn.
Foi o 1.º visconde Comborn e de Turenne. ficou conhecido pela sua crueldade no campo de batalha, tendo tido o cognome de "carniceiro" 
Foi senhor do viscondado Comborn que ocupava um território em Bas-Limousin (atual Corrèze), que incluía a região Vigeois, a região do Vézère e a região de Corrèze no sul de Monédières. 
Tendo o 1.º senhor deste território vivido no final da século IX, e sido Archambaud de Comborn o "perna podre". 
A Casa de Comborn, esteve na base de uma grande dinastia feudal em Limousin. Em diferentes momentos do tempo possuíram diferentes viscondados em Limoges e Turenne. 

## Relações familiares
Foi filho de Hugo II de Quercy (? - 959) e de Ildearde de Ségur (915 - 950). Casou com Sulpícia de Turenne, filha de Bernard de Turenne, de quem teve:
1. Ebles Comborn de Turenne (c. 953 - entre 1030 e 1036) casou com Beatriz da Normandia (c. 955 -?), filha de Ricardo I da Normandia (28 de Agosto de 933 - 20 de Novembro de 996[4] e Gunnora da Dinamarca (936 - 1031).